# Sayed Abdel Gadir
Sayed Abdel Gadir (Abdel Sheed, arabisch سيد عبد القادر; * 22. September 1936 in Malakal) ist ein ehemaliger sudanesischer Boxer.
Er trat bei den Olympischen Sommerspielen 1960 in Rom und 1968 in Mexiko-Stadt an. Im Federgewichtsturnier beziehungsweise Leichtgewicht kam er jeweils auf Platz 17.